# Andreaskirche (Schildgen)

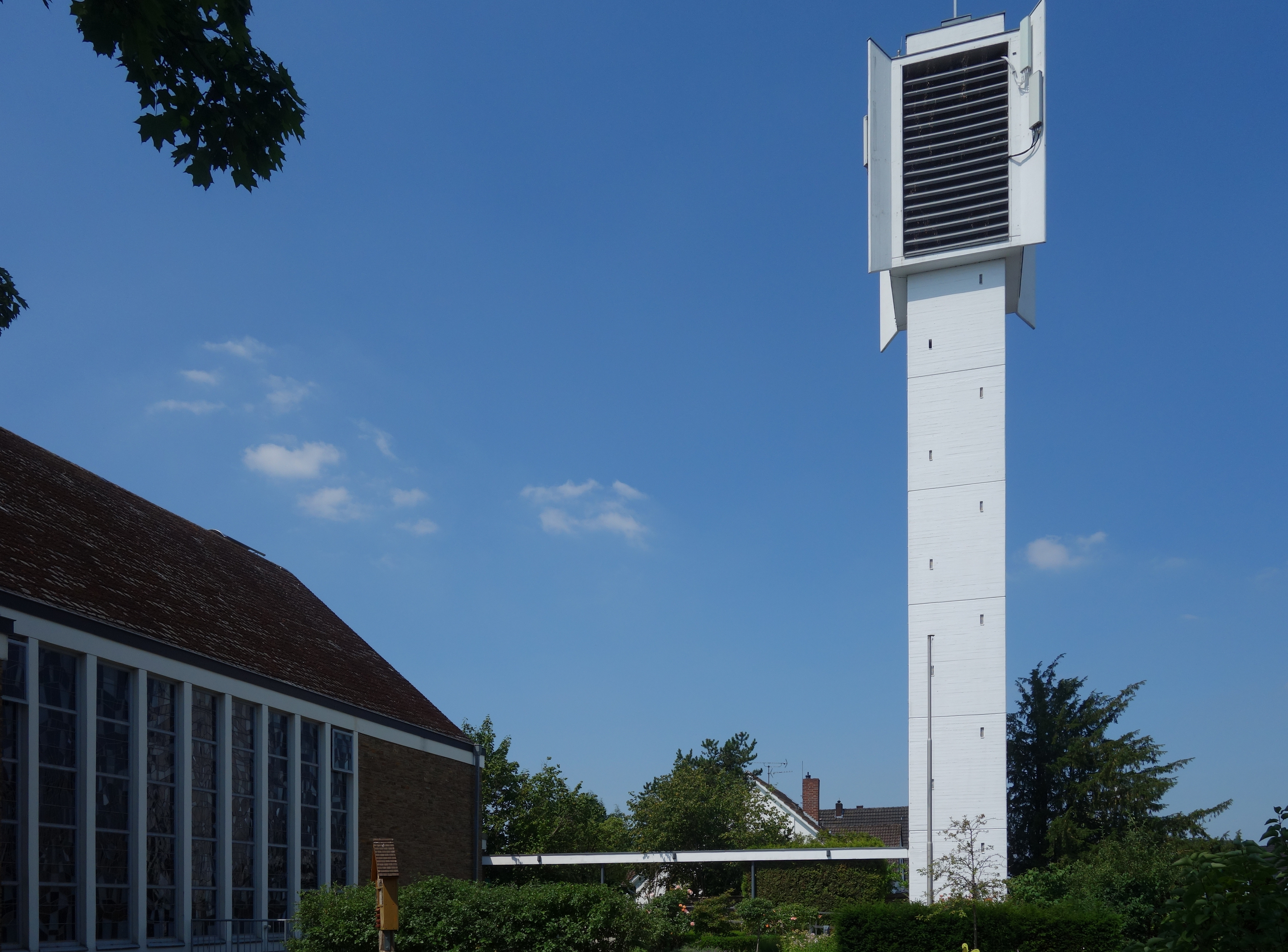
Kirchenschiff mit frei stehendem Kirchturm

Die evangelische Andreaskirche liegt im Stadtteil Schildgen von Bergisch Gladbach. Sie wurde nach Plänen des Bremer Architekten Bert Gielen errichtet. Die Einweihung erfolgte am 19. November 1967. Seit 1994 trägt die Gemeinde, die zum Kirchenkreis Köln-Rechtsrheinisch der Evangelischen Kirche im Rheinland gehört, den Namen Evangelische Kirchengemeinde Altenberg/Schildgen. 

## Baubeschreibung

### Innenraum
Der Kirchenraum ist geostet, der Altarbereich um einige Stufen erhöht. Die Bankreihen sind in zwei durch einen Gang unterteilte unsymmetrische Blöcke aufgeteilt. Die Chorwand ist mit Naturstein verkleidet. Die Beleuchtung des Altars erfolgt, durch eine Wandverschiebung möglich geworden, auch seitlich.

## Ausstattung

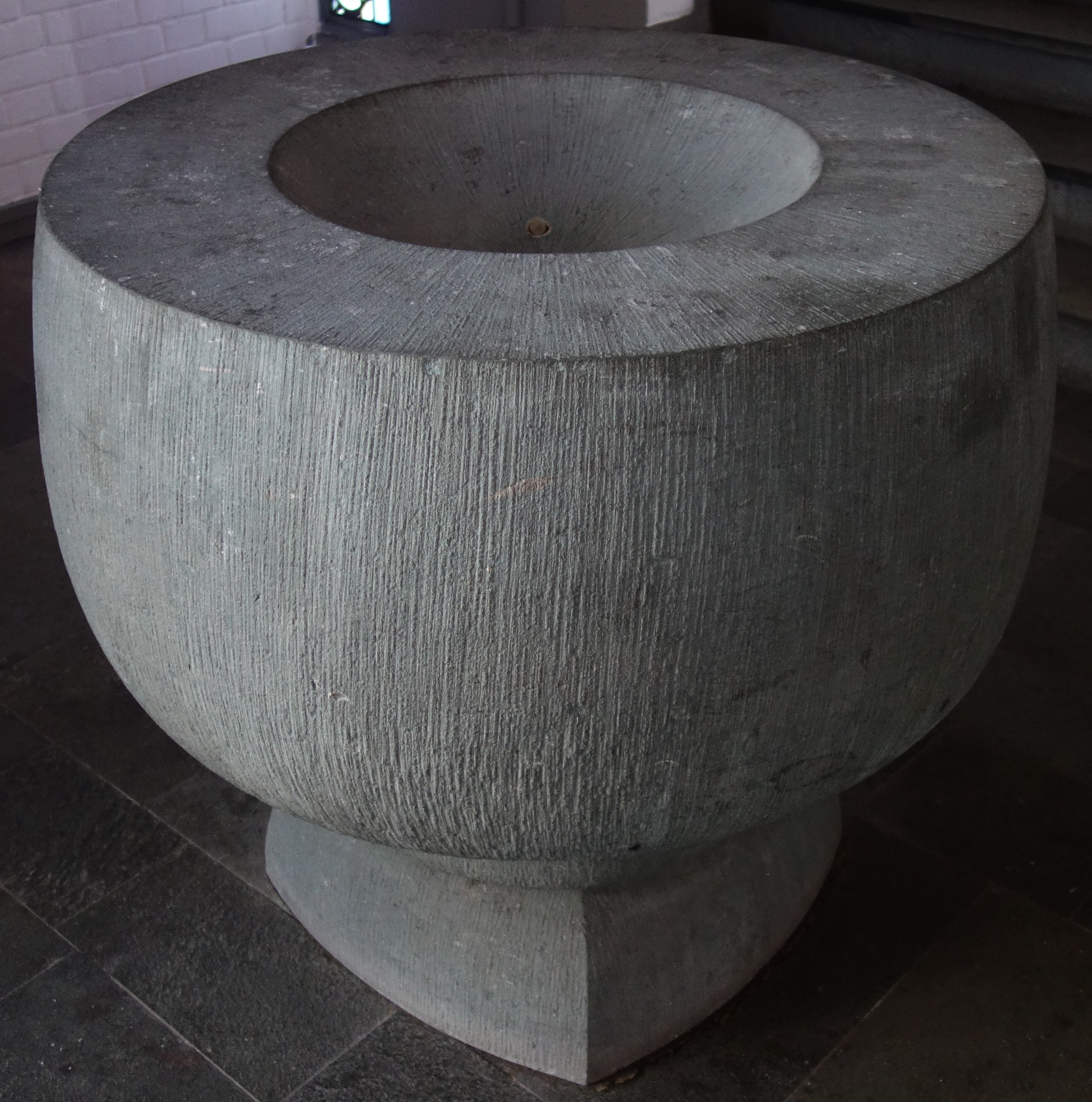
Taufbecken

Die Bildhauerin Marie Luise Wilckens gestaltete Altar, Altarleuchter  und Altarkreuz, ebenso das Taufbecken. Der Altar besteht aus Anröchter Dolomit.
Seine Gestaltung soll sowohl an die Funktion als Abendmahlstisch erinnern, als auch durch die Blockform auf das Sinnbild als Opferstein hinweisen.

### Kirchenfenster
Das von dem Kölner Künstler Ernst Thomas Reimbold entworfene Fenster wurde in der Glasmalerei Oidtmann ausgeführt. Die ursprünglich in rotem Backstein gehaltene Kirche wurde später geweißt, nachdem der Stein ausblühte. Daher sind die Farben der Fenster sehr licht gehalten. Ihre neun Felder zeigen sieben Szenen aus dem Leben des Apostels Andreas.

## Soziale Einrichtungen
Im Sommer 1994 wurde die dreigruppige integrative Kindertagesstätte „Schneckenhaus“ eröffnet. Im August 2006 nahm die Offene Ganztagsgrundschule (OGS) „Villa Concordia“ ihren Betrieb auf. Träger dieses außerunterrichtlichen Angebots ist die evangelische Kirchengemeinde Altenberg/Schildgen.

## Ökumene
Mit der katholischen Schwestergemeinde Herz-Jesu arbeitet die Andreas-Gemeinde im Sinne der Ökumene zusammen in Bereichen des Gemeindelebens: Gottesdienst und Gebet, Bildungsarbeit, Kinder- und Jugendarbeit, Öffentlichkeitsarbeit, Diakonie und Caritas.